# Sebastian Dadler

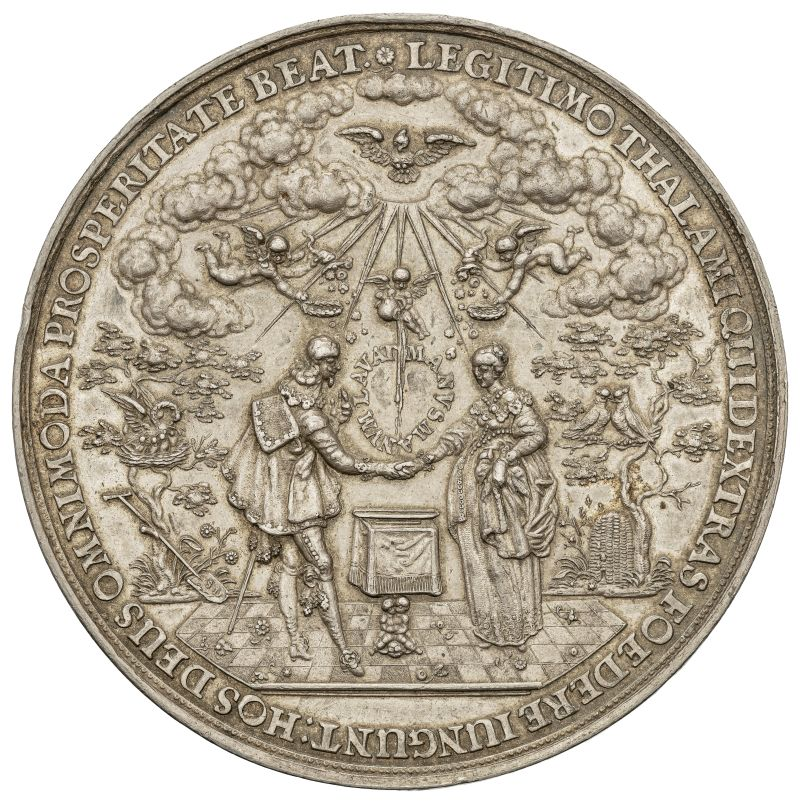
Medal autorstwa Dadlera z okazji ślubu, 1635.

Sebastian Dadler (Dattler) (ur. 6 marca 1586 w Strasburgu, zm. 6 lipca 1657 w Hamburgu) – niemiecki złotnik, rytownik i czołowy medalier XVII w.
Urodził się rodzinie rzemieślniczej, jego ojciec był cieślą. Umiejętności pracy w metalu nabył prawdopodobnie we Francji. Co najmniej od ok. 1610 do 1621 mieszkał i tworzył głównie w Augsburgu, gdzie nie udało mu się jednak zostać członkiem cechu złotniczego, choć realizował zlecenia dla tamtejszych złotników. W 1619 r. pracował w Wiedniu jako nadworny złotnik. W 1621 przeprowadził się z Augsburga do Drezna, gdzie otrzymał posadę nadwornego złotnika. W 1634 przeniósł się do Gdańska, realizując tam do 1648 zarówno zamówienia dla miejscowych klientów, jak i polskich możnowładców oraz zagranicznych. Od 1648 do śmierci mieszkał w Hamburgu, kontynuując pracę zawodową.
Dadler wykonywał dzieła złotnicze (m.in. plakiety, płaskorzeźby), ale od 1623 zaczął specjalizować się przede wszystkim w medalierstwie. Początkowo tworzył w stylu manierystycznym i naśladował prace innych medalierów, zwłaszcza Christiana Malera, jednak w trakcie pobytu w Gdańsku wykształcił własny styl twórczości w duchu barokowym, stając się jednym z czołowych medalierów XVII w. Na jego ówczesnej twórczości wzorowali się liczni medalierzy z Europy Środkowej i duńscy. Wykształcił szereg uczniów, zarówno w Gdańsku (Johanna Höhna i jego syna), jak i później (Johanna Bluma, Johanna Retha). Również jego syn, Johann Sebastian Dadler został grawerem i złotnikiem.
Medale Dadlera znajdują się w zbiorach licznych muzeów, m.in. w Metropolitan Museum of Art, Ermitażu, w muzeach niemieckich, polskich, a także w Szwecji i Francji. Srebrne plakiety jego autorstwa z lat 1621-1630 są przechowywane w Grünes Gewölbe.